# Acoustic (album Stanisława Sojki)
Acoustic – dziewiąty album Stanisława Sojki nagrany w sierpniu 1991 w Studio Wisła. LP wydany w 1991 przez wytwórnię Zic Zac. W 2002 roku Pomaton EMI wydał reedycję tego albumu.

## Muzycy
- Stanisław Sojka – śpiew, fortepian, gitara, skrzypce
- Janusz Yanina Iwański – gitara
- Vitold Rek – kontrabas
- Jerzy Piotrowski – perkusja
- Bernard Maseli – wibrafon, marimba
- Antoni Gralak – trąbka
- Mateusz Pospieszalski – saksofon
- Jacek Wąsowski – gitara dobro
- Halina Jarczyk – szept w „Hard to Part”
- Jan Pilch – instrumenty perkusyjne w „No Place for Poetry”
- Radosław Nowakowski – instrumenty perkusyjne w „Mr Cool” oraz „Cud niepamięci”

## Lista utworów
Strona A
| 1. | "One Hundred Years" (Krzysztof Komeda)                  | 4:45  |
|    |                                                         |       |
| 2. | "I Never Felt This Before" (Stanisław Sojka - L. Watts) | 4:04  |
|    |                                                         |       |
| 3. | "Take It Home" (Stanisław Sojka - Robert Lyng)          | 3:23  |
|    |                                                         |       |
| 4. | "Mr Cool" (Stanisław Sojka)                             | 2:36  |
|    |                                                         |       |
| 5. | "No Place for Poetry" (Stanisław Sojka)                 | 3:33  |
|    |                                                         |       |
| 6. | "Cud niepamięci" (Stanisław Sojka)                      | 3:44  |
|    |                                                         |       |
|    |                                                         | 22:05 |
|    |                                                         |       |
Strona B
| 1. | "Play It Again" (Stanisław Sojka)                | 3:53  |
|    |                                                  |       |
| 2. | "Railway Hotel" (Malcolm Batt)                   | 3:12  |
|    |                                                  |       |
| 3. | "All About You" (Stanisław Sojka)                | 4:38  |
|    |                                                  |       |
| 4. | "Tak jak w kinie" (Stanisław Sojka - Magda Umer) | 4:44  |
|    |                                                  |       |
| 5. | "Hard to Part" (Stanisław Sojka - Robert Lyng)   | 4:12  |
|    |                                                  |       |
|    |                                                  | 20:39 |
|    |                                                  |       |

## Informacje uzupełniające
- Produkcja – Dieter Meier, Stanisław Sojka
- Współpraca producencka – Peter Sedlaczek, Janusz Yanina Iwański
- Realizacja dźwięku i mix – Peter Sedlaczek
- Asystenci – Alexander Galas, Leszek Kamiński
- Ilustracje – Iwona Sojka
- Zdjęcia – Wojciech Wieteska
- Projekt graficzny – Dariusz Byliński
- Aranżacja "Hard to Part" – Jan Kanty Pawluśkiewicz
- Łączny czas nagrań – 42:44
- Mix – Studio Polskiego Radia w Szczecinie (w listopadzie 1991)